# René Mailhot
 (septembre 2018).
Si vous disposez d'ouvrages ou d'articles de référence ou si vous connaissez des sites web de qualité traitant du thème abordé ici, merci de compléter l'article en donnant les références utiles à sa vérifiabilité et en les liant à la section « Notes et références ».
René Mailhot (1942 - 28 avril 2007) est un journaliste québécois.
René Mailhot commence sa carrière à vingt ans au journal Le Droit d'Ottawa. Il passe ensuite à la télévision publique à Moncton au Nouveau-Brunswick. On le remarque ensuite aux émissions d'affaires publiques Le 60 et Télémag, durant les années 1970. Il a été journaliste de l'écrit, de la télé et de la radio. Il collabore entre autres aux émissions Indicatif présent et Sans frontière où il élabore ses fameuses 'Cartes géopolitiques'. Il était un spécialiste de la vulgarisation et de la scène internationale. Michel Désautels a dit de lui : 'Il avait l'art de rendre les choses complexes, simples.'
Il voyage à travers plus de 100 pays autour du monde, surtout en Afrique, au Moyen-Orient et en Asie.
Il est témoin de grands évènements tels le démantèlement de l'URSS, la chute du mur de Berlin, la guerre civile au Mozambique, l'Apartheid en Afrique du Sud, la révolution islamique en Iran.
Au niveau local, il est très présent lors des évènements d'octobre, au Québec. Il est aussi témoin des divergences entre les deux grands souverainistes, René Lévesque et Pierre Bourgault.
Ses confrères se souviennent de sa rigueur, son assiduité et de sa passion pour son travail. Il est devenu la référence à Radio Canada, dans le domaine des affaires internationales. D'octobre 2006 jusqu'à son décès, il a été carnetier sur le site web de Radio Canada.
Il a été président de la Fédération professionnelle des journalistes du Québec, il fonde le Conseil de presse et dirige le magazine journalistique Le Trente.